# Петко Франгов
Петко Тодоров Франгов (роден на 20 март 1855 г. (стар стил) в Бяла черква – починал на 16 април 1931 г. в Бяла черква) е български националреволюционер (участник в Априлското въстание) и после свещеник, както и краевед и писател (мемоарист, биограф, драматург, пътеписец).

## Биография
Роден е в семейството на Тошо (Тодор) Димитров Франгов. Родът на Франгите в Бяла черква има 2 клона: български Франги и т. нар. турски Франги. Последните са чисти българи, но нямат кръвна връзка с останалите Франги. Те са наследили голям имот на изселен турчин от Бяла черква през 1877 г., откъдето се е получило и названието на клона. Бащата на Петко Франгов принадлежи към клона на българските Франги, но в турските има пълен съименник Тодор Димитров Франгов, с когото нямат кръвно родство. Петко Т. Франгов има по-голям брат Димитър и 3 сестри: Пенка, Радка и Донка. Семейството на баща му е средно заможно.
До 1866 г. Петко Франгов учи в Бяла черква при Бачо Киро. До 1869 г. учи в манастира „Св. Троица“ край Търново, а през 1869 г. – при даскал Юрдан Филев в с. Балван-махала (дн. Ветринци).
През следващите 2 – 3 години е помощник-учител на Бачо Киро в Бяла черква и същевременно ходи да се доубочава при Стефан Кимренов в Бяла чарква и Тодор Лефтеров в с. Михалци. През 1872 г., по предложение на даскал Васил Неделчев (от рода Миневци в Бяла чарква), започва работа като учител в с. Горско Сливово. Там работи 2 години и заедно с отец Матей Преображенски през 1873 г. основава читалище, а по-късно и революционен комитет.
През 1974 г. се завръща в Бяла черква и се жени за Гина Тончева. Съпругата му е племенница на първата жена на Бачо Киро, дъщеря на Тончо Цачев (шурея на Бачо Киро).
Петко Франгов участва с пълно въоръжание (пушка, сабя и револвер) в четата на Бачо Киро и поп Харитон и в отбраната на Дряновския манастир. През нощта на 7 срещу 8 май участва в щурма на турската блокада, след което се укрива с други въстаници в пещера. След много перипетии се завръща в Бяла черква, където се крие в разни скривалища. Там се случва събитие, което не му дава покой през остатъка на живота му. Баща му и двама други белочерковци предават Бачо Киро на турските власти, водени от убеждението, че иначе Бяла черква може да бъде изгорена от башибозуците и черкезите, а населението – избито. Решението за предателството е прибързано и е станало под силен психологически натиск от страна на местната турска власт.
През 1879 г. Петко Франгов става свещеник в местната църква „Св. Димитър“, която длъжност заема до края на живота си.
През 1880 г. свещ. Франгов издава първата летописна книга за Априлското въстание (за Дряновската епопея), писана от участник с оръжие в ръка. Именно като писател – участник с оръжие в ръка – той предхожда литературните опити на Захари Стоянов и Стоян Заимов.
През 1885 г. участва като свещеник-доброволец в Сръбско-българската война. От 1887 до 1889 г. е народен представител в V народно събрание. На 15 януари 1898 г. основава дружество „Република“ в Бяла черква, месец по-късно основава Поборническо-опълченско дружество.
Пише книги, драми, пътеписи, биографии на поборници, издирва имената на участниците в Дряновската епопея и създава най-пълния списък на въстаниците. Мащабната му дейност на общественик и писател предизвиква завист и несъгласие сред някои белочерковци и жители на близките села, заради някои негови твърдения, изказани устно и в печатните му произведения. На тази база си създава противници, които започват да го атакуват поради това, че баща му е сред предателите на Бачо Киро.
Свещ. Франгов дава първи предложение за име на четата, сражавала се в Дряновския манастир. Според него, тя трябва да се нарича „Белочерковска“, тъй като 53% от състава ѝ са белочерковци. През 1909 г. излиза III издание на неговата най-важна книга, озаглавена „Белочерковската чета в Дряновския манастир“. Това название предизвиква остра реакция, главно в с. Михалци, където се издава контракнига, написана от външен платен писател, в която свещ. Франгов се подлага на унизителна критика и подигравки, което не пречи на автора ѝ (Хр. Марков) широко да използва разработките на Франгов, без да го цитира. В Бяла черква също се намира силна група негови опоненти, които обаче в стремежа си да го уязвят и унижат стигат до самозабрава и подронват направеното от белочерковци и в частност от Бачо Киро. Франгов приема да направи компромис с наименованието на четата, като я нарича „Чета на Бачо Киро и поп Харитон“, но постепенно името на Бачо Киро е изхвърлено. Днес малцина знаят, че поп Харитон няма никакво отношение към организирането на тази чета, а като войвода реално я ръководи само 2 денонощия (20% от времето на нейното съществуване, през едното денонощие е мъртво пиян).
Франгов обаче върви напред, продължава да пише и издава нови книги. Става известна и уважавана личност, но най-вече извън Бяла черква. През 1926 г. участва в юбилейното тържество по случай 50-а годишнина от отбраната на Дряновския манастир и произнася прочувствена реч от името на живите поборници.
Като участник в освободителното движение Франгов има право на поборническа пенсия, от която се отказва и никога не получава такава. Служи в църквата до последния си дъх и умира на писалищната си маса, покосен от инфаркт. Погребан е, както е традицията, в черковния двор, но през 1976 г. тленните му останки са извадени и препогребани, заедно с тези на други заслужили белочерковци, в общ гроб в гробищния парк на Бяла черква.

## Критика
Един от основните му противници приживе, който до смъртта му пази мълчание, се сеща да сипе обвинения, след като Франгов умира. Става дума за Трифон Попгавраилов, син на бачокировия полубрат поп Гавраил. През 1936 г., пет години след смъртта на Франгов, от печат излиза една брошурка на марксиста Георги Бакалов, посветена на Бачо Киро, в която като приложение са отпечатани личните преценки на Трифон Попгавраилов относно предаването на Бачо Киро. Почти всички обвинения са хвърлени срещу свещ. Франгов и неосведоменият читател остава с убеждението, че той е предателят, а не баща му и двамата негови „колеги“. Франгов получава достойна защита срещу тези обвинения от Антон Йоакимов, дългогодишен читалищен деец, но написаното от него остава в ръкопис. В ръкопис остават и други свидетелства в полза на свещ. Франгов, в резултат на което приносът му като летописец на Дряновската епопея, сред обикновените читатели на практика е забравен. Не е такава ситуацията при професионалните историци – днес не е възможно да се пише добросъвестно за отбраната на Дряновския манастир, без да се цитира поне един отпечатан труд на отец Франгов.
Като пример за злобата, задвижвала неговите противници, може да се посочи следното: вероятно най-перфидното и най-невярното обвинение срещу него, оправено от Трифон Попгавраилов, е това, че той бил „силен с всяка власт“. Примерите, доказващи обратното, обаче са многобройни. Всъщност животът на свещ. Франгов е живот на бунтар, при това бунтар, който не се страхува да предизвиква дори властта от най-високо ниво. Достатъчно е да споменем само неговия манифест, озаглавен „Към република“, издаден в Бяла черква на 8 май 1911 г. По-малко от три години преди това България е обявена за независимо царство, монархическия институт е във възход, а един селски свещеник зове, и то със сериозни аргументи, за сваляне на монархията, за републиканско управление. Човек, който на собствени разноски отпечатва подобен манифест през 1911 г., едва ли може да се определи като привърженик на всяка власт.

## Семейство
Свещ. Петко Франгов има 3 дъщери: Невяна, Анастасия и Пенка. По стара белочерковска традиция в семейство, в което няма синове, се привежда зет за една от дъщерите. През 1901 г. приведен зет в къщата на свещ. Франгов и съпруг на дъщеря му Анастасия става Иван Райков, учител, роден в с. Столът, Севлиевско. Срещат се 2 големи личности, тъст и зет, които до смъртта на по-възрастния от двамата хранят дълбоко взаимно уважение един към друг. Двамата заедно са домакини при посещения на видни личности: Петко Каравелов, Андрей Ляпчев, Димитър Петков, Никола Генадиев, Антон и Димитър Страшимирови, Иван Вазов. През 1917 г. Иван Вазов посещава за няколко дни Бяла черква, заедно с Евгения Марс, среща се и с Франгов, с когото отдавна си кореспондират. Както е по православен обичай, Вазов се ръкува с Франгов и се навежда да му целуне ръката. Франгов я издърпва. На учудването на Вазов Франгов отговаря: „Аз трябва да Ви целуна ръка“, „Но защо?“ пита Вазов, „Защото аз съм обикновен свещеник, а вие сте Патриарх!“.